# 2012–2013-as EHF-bajnokok ligája (csoportkör)
A 2012–2013-as EHF-bajnokok ligája csoportkörében 24 csapat szerepelt, négy hatos csoportba sorsolva. Egy csoporton belül valamennyi csapat játszott a többivel hazai és idegenbeli pályán is. A csoportok első négy helyezettje jutott az egyenes kieséses szakaszba. 
A csoportok beosztását a bécsi Gartenhotel Altmannsdorf-ban sorsolták ki, 2012. július 6.-án, 11:00 órakor. Az EHF koefficiens alapján a 24 csapatot négyesével hat kalapba sorolták. Egyazon kalapból vagy ugyanabból az országból egy csoportba nem kerülhettek csapatok, ezen kritériumok alól kivételt képez a szabadkártyás selejtezőcsoport győztese.  
| 1. kalap          | 2. kalap             | 3. kalap               | 4. kalap                    | 5. kalap                 | 6. kalap             |
| ----------------- | -------------------- | ---------------------- | --------------------------- | ------------------------ | -------------------- |
| THW Kiel CV       | RK Zagreb            | BM Atlético Madrid     | CB Ademar León              | Pick Szeged              | RK Partizan S        |
| AG København 1    | MKB Veszprém KC      | SG Flensburg-Handewitt | Chambéry Savoie Handball    | St. Petersburg HC        | RK Metalurg Skopje S |
| FC Barcelona      | Chekhovskiye Medvedi | KS Vive Targi Kielce   | Füchse Berlin Reinickendorf | RK Celje Pivovarna Laško | HCM Constanţa S      |
| Montpellier A. H. | RK Gorenje Velenje   | Kadetten Schaffhausen  | IK Sävehof                  | HC Dinamo-Minsk          | HSV Hamburg Szk      |

CV A címvédő automatikusan az első, a legjobb csapatokat felvonultató kalapba került.

S A három selejtezőcsoport győztesei.

Szk A szabadkártyások selejtezőcsoportjának a győztese.

1 A dán bajnok, az AG København 2012. július 31.-én csődöt jelentett, emiatt visszalépett a sorozatból. Helyét a bajnokság második helyezettje, a Bjerringbro-Silkeborg vette át.

## Csoportok
| Színek a táblázatokban                                                    |
| ------------------------------------------------------------------------- |
| A csoportok első négy helyezettjei jutottak az egyenes kieséses szakaszba |

### A csoport
| #  | Csapat                       | J  | Gy | D | V | RG  | KG  | GK  | P  |
| -- | ---------------------------- | -- | -- | - | - | --- | --- | --- | -- |
| 1. | HSV Hamburg                  | 10 | 7  | 2 | 1 | 313 | 272 | +41 | 16 |
| 2. | SG Flensburg-Handewitt       | 10 | 6  | 3 | 1 | 310 | 279 | +31 | 15 |
| 3. | Chekvoskiye Medvedi          | 10 | 5  | 4 | 1 | 310 | 282 | +28 | 10 |
| 4. | Reale Ademar León            | 10 | 3  | 1 | 6 | 265 | 292 | -27 | 7  |
| 5. | Montpellier Agglomeration HB | 10 | 2  | 2 | 6 | 301 | 311 | -10 | 6  |
| 6. | RK Partizan                  | 10 | 1  | 0 | 9 | 268 | 331 | -63 | 2  |

|                        | CHE   | FLE   | HAM   | LEO   | MON   | PAR   |
| ---------------------- | ----- | ----- | ----- | ----- | ----- | ----- |
| Chekhovskiye Medvedi   |       | 29-29 | 29-29 | 36-22 | 35–29 | 38–31 |
| SG Flensburg-Handewitt | 36-26 |       | 29-26 | 27-22 | 37–37 | 31-23 |
| HSV Hamburg            | 27-27 | 31–28 |       | 32–26 | 35-33 | 30-24 |
| CB Ademar León         | 22–29 | 29-29 | 26-28 |       | 30-28 | 28-23 |
| Montpellier A. H.      | 30-30 | 25–27 | 29-33 | 27-29 |       | 31–26 |
| RK Partizan            | 27–31 | 31-37 | 21-42 | 33-31 | 29–32 |       |

| 2012. szeptember 27. 19:00 | SG Flensburg-Handewitt | 37 – 37     | Montpellier Agglomération H. | Flensburg, Németország Nézőszám: 3 414 Játékvezetők: Gubica, Milošević (CRO) |
| 2012. szeptember 27. 19:00 | Eggert 8               | (19–18)     | Gajić 8                      | Flensburg, Németország Nézőszám: 3 414 Játékvezetők: Gubica, Milošević (CRO) |
| 2012. szeptember 27. 19:00 | 1× 3×                  | Jegyzőkönyv | 1× 3×                        | Flensburg, Németország Nézőszám: 3 414 Játékvezetők: Gubica, Milošević (CRO) |

| 2012. szeptember 27. 20:30 | Chekhovskiye Medvedi | 38 – 31     | RK Partizan | Csehov, Oroszország Nézőszám: 1 600 Játékvezetők: Leandersson, Lindroos (FIN) |
| 2012. szeptember 27. 20:30 | Kovalev 8            | (21–16)     | Maksić 11   | Csehov, Oroszország Nézőszám: 1 600 Játékvezetők: Leandersson, Lindroos (FIN) |
| 2012. szeptember 27. 20:30 | 4× 2×                | Jegyzőkönyv | 4× 2×       | Csehov, Oroszország Nézőszám: 1 600 Játékvezetők: Leandersson, Lindroos (FIN) |

| 2012. szeptember 29. 19:00 | CB Ademar León | 26 – 28     | HSV Hamburg | León, Spanyolország Nézőszám: 4 200 Játékvezetők: Badura, Ondogrecula (SVK) |
| 2012. szeptember 29. 19:00 | Ruesga 11      | (14–13)     | Lindberg 9  | León, Spanyolország Nézőszám: 4 200 Játékvezetők: Badura, Ondogrecula (SVK) |
| 2012. szeptember 29. 19:00 | 2× 2×          | Jegyzőkönyv | 3× 3×       | León, Spanyolország Nézőszám: 4 200 Játékvezetők: Badura, Ondogrecula (SVK) |

| 2012. október 4. 20:00 | HSV Hamburg | 27 – 27     | Chekhovskiye Medvedi | Hamburg, Németország Nézőszám: 2 203 Játékvezetők: Abrahamsen, Kristiansen (NOR) |
| 2012. október 4. 20:00 | Lindberg 10 | (15–12)     | Kovalev 10           | Hamburg, Németország Nézőszám: 2 203 Játékvezetők: Abrahamsen, Kristiansen (NOR) |
| 2012. október 4. 20:00 | 4× 3×       | Jegyzőkönyv | 5× 2×                | Hamburg, Németország Nézőszám: 2 203 Játékvezetők: Abrahamsen, Kristiansen (NOR) |

| 2012. október 7. 19:00 | Montpellier Agglomération H. | 27 – 29     | CB Ademar León | Montpellier, Franciaország Nézőszám: 8 000 Játékvezetők: Stark, Stefan (ROU) |
| 2012. október 7. 19:00 | Grebille, Malmagro 6         | (13–15)     | Ruesga 7       | Montpellier, Franciaország Nézőszám: 8 000 Játékvezetők: Stark, Stefan (ROU) |
| 2012. október 7. 19:00 | 3× 3×                        | Jegyzőkönyv | 1× 2×          | Montpellier, Franciaország Nézőszám: 8 000 Játékvezetők: Stark, Stefan (ROU) |

| 2012. október 7. 19:00 | RK Partizan   | 31 – 37     | SG Flensburg-Handewitt | Niš, Szerbia Nézőszám: 5 300 Játékvezetők: Horváth, Marton (HUN) |
| 2012. október 7. 19:00 | Radivojević 8 | (15–17)     | Eggert 13              | Niš, Szerbia Nézőszám: 5 300 Játékvezetők: Horváth, Marton (HUN) |
| 2012. október 7. 19:00 | 4× 3×         | Jegyzőkönyv | 3× 3×                  | Niš, Szerbia Nézőszám: 5 300 Játékvezetők: Horváth, Marton (HUN) |

| 2012. október 13. 18:00 | RK Partizan | 33 – 31     | CB Ademar León | Niš, Szerbia Nézőszám: 3 500 Játékvezetők: Hakansson, Nilsson (SWE) |
| 2012. október 13. 18:00 | Ilić 8      | (17–15)     | Campos 11      | Niš, Szerbia Nézőszám: 3 500 Játékvezetők: Hakansson, Nilsson (SWE) |
| 2012. október 13. 18:00 | 3× 3×       | Jegyzőkönyv | 2× 3×          | Niš, Szerbia Nézőszám: 3 500 Játékvezetők: Hakansson, Nilsson (SWE) |

| 2012. október 17. 17:30 | SG Flensburg-Handewitt | 36 – 26     | Chekhovskiye Medvedi         | Flensburg, Németország Nézőszám: 3 425 Játékvezetők: Poulsen, Mortensen (DEN) |
| 2012. október 17. 17:30 | Glandorf, Hansen 9     | (19–14)     | Harbok, Kovalev, Shelmenko 5 | Flensburg, Németország Nézőszám: 3 425 Játékvezetők: Poulsen, Mortensen (DEN) |
| 2012. október 17. 17:30 | 6× 3×                  | Jegyzőkönyv | 4× 3×                        | Flensburg, Németország Nézőszám: 3 425 Játékvezetők: Poulsen, Mortensen (DEN) |

| 2012. október 14. 19:00 | Montpellier Agglomération H. | 29 – 33     | HSV Hamburg | Montpellier, Franciaország Nézőszám: 8 000 Játékvezetők: Krstić, Ljubić (SLO) |
| 2012. október 14. 19:00 | Grebille 11                  | (14–16)     | Lindberg 10 | Montpellier, Franciaország Nézőszám: 8 000 Játékvezetők: Krstić, Ljubić (SLO) |
| 2012. október 14. 19:00 | 3× 3×                        | Jegyzőkönyv | 2× 3×       | Montpellier, Franciaország Nézőszám: 8 000 Játékvezetők: Krstić, Ljubić (SLO) |

| 2012. október 18. 20:30 | Chekhovskiye Medvedi   | 35 – 29     | Montpellier Agglomération H. | Csehov, Oroszország Nézőszám: 1 500 Játékvezetők: Nikolov, Nachevski (MKD) |
| 2012. október 18. 20:30 | Shelmenko, Siskarjov 5 | (19–15)     | Accambray 5                  | Csehov, Oroszország Nézőszám: 1 500 Játékvezetők: Nikolov, Nachevski (MKD) |
| 2012. október 18. 20:30 | 3× 3×                  | Jegyzőkönyv | 1× 3×                        | Csehov, Oroszország Nézőszám: 1 500 Játékvezetők: Nikolov, Nachevski (MKD) |

| 2012. október 21. 16:00 | HSV Hamburg | 30 – 24     | RK Partizan        | Hamburg, Németország Nézőszám: 2 400 Játékvezetők: Eliasson, Gudjonsson (ISL) |
| 2012. október 21. 16:00 | Kraus 8     | (17–13)     | Ivošević, Maksić 5 | Hamburg, Németország Nézőszám: 2 400 Játékvezetők: Eliasson, Gudjonsson (ISL) |
| 2012. október 21. 16:00 | 3× 3×       | Jegyzőkönyv | 3× 3×              | Hamburg, Németország Nézőszám: 2 400 Játékvezetők: Eliasson, Gudjonsson (ISL) |

| 2012. október 21. 17:30 | CB Ademar León | 29 – 29     | SG Flensburg-Handewitt | León, Spanyolország Nézőszám: 4 700 Játékvezetők: Herczeg, Südi (HUN) |
| 2012. október 21. 17:30 | Ruesga 7       | (15–16)     | Eggert 6               | León, Spanyolország Nézőszám: 4 700 Játékvezetők: Herczeg, Südi (HUN) |
| 2012. október 21. 17:30 | 5× 2×          | Jegyzőkönyv | 8× 3× 1×               | León, Spanyolország Nézőszám: 4 700 Játékvezetők: Herczeg, Südi (HUN) |

| 2012. november 17. 18:00 | CB Ademar León | 22 – 29     | Chekhovskiye Medvedi | León, Spanyolország Nézőszám: 4 800 Játékvezetők: Krstić, Ljubić (SLO) |
| 2012. november 17. 18:00 | Gonz Leoz 5    | (10–12)     | Harbok 7             | León, Spanyolország Nézőszám: 4 800 Játékvezetők: Krstić, Ljubić (SLO) |
| 2012. november 17. 18:00 | 2× 3×          | Jegyzőkönyv | 6× 3×                | León, Spanyolország Nézőszám: 4 800 Játékvezetők: Krstić, Ljubić (SLO) |

| 2012. november 18. 17:00 | RK Partizan         | 29 – 32     | Montpellier Agglomération H. | Niš, Szerbia Nézőszám: 3 500 Játékvezetők: Horáček, Novotný (CZE) |
| 2012. november 18. 17:00 | Ilić, Radivojević 7 | (17–17)     | Gajić 12                     | Niš, Szerbia Nézőszám: 3 500 Játékvezetők: Horáček, Novotný (CZE) |
| 2012. november 18. 17:00 | 2× 3×               | Jegyzőkönyv | 3× 2×                        | Niš, Szerbia Nézőszám: 3 500 Játékvezetők: Horáček, Novotný (CZE) |

| 2012. november 18. 17:30 | HSV Hamburg | 31 – 28     | SG Flensburg-Handewitt | Hamburg, Németország Nézőszám: 5 873 Játékvezetők: Gubica, Milošević (CRO) |
| 2012. november 18. 17:30 | Duvnjak 9   | (13–15)     | Glandorf 7             | Hamburg, Németország Nézőszám: 5 873 Játékvezetők: Gubica, Milošević (CRO) |
| 2012. november 18. 17:30 | 3× 3×       | Jegyzőkönyv | 5× 3×                  | Hamburg, Németország Nézőszám: 5 873 Játékvezetők: Gubica, Milošević (CRO) |

| 2012. november 22. 20:30 | Chekhovskiye Medvedi | 36 – 22     | CB Ademar León | Csehov, Oroszország Nézőszám: 3 000 Játékvezetők: Hansen, Pettersen (NOR) |
| 2012. november 22. 20:30 | Gyibirov 6           | (18–8)      | Carrillo 6     | Csehov, Oroszország Nézőszám: 3 000 Játékvezetők: Hansen, Pettersen (NOR) |
| 2012. november 22. 20:30 | 8× 3×                | Jegyzőkönyv | 3× 1×          | Csehov, Oroszország Nézőszám: 3 000 Játékvezetők: Hansen, Pettersen (NOR) |

| 2012. november 25. 17:10 | SG Flensburg-Handewitt | 29 – 26     | HSV Hamburg | Flensburg, Németország Nézőszám: 5 466 Játékvezetők: Hakansson, Nilsson (SWE) |
| 2012. november 25. 17:10 | Glandorf 7             | (14–12)     | Duvnjak 7   | Flensburg, Németország Nézőszám: 5 466 Játékvezetők: Hakansson, Nilsson (SWE) |
| 2012. november 25. 17:10 | 2× 3×                  | Jegyzőkönyv | 4× 3×       | Flensburg, Németország Nézőszám: 5 466 Játékvezetők: Hakansson, Nilsson (SWE) |

| 2012. november 25. 19:00 | Montpellier Agglomération H. | 31 – 26     | RK Partizan   | Montpellier, Franciaország Nézőszám: 3 000 Játékvezetők: Kurtagic, Wetterwik (SWE) |
| 2012. november 25. 19:00 | Gajić, Guigou 6              | (16–10)     | Radivojević 6 | Montpellier, Franciaország Nézőszám: 3 000 Játékvezetők: Kurtagic, Wetterwik (SWE) |
| 2012. november 25. 19:00 | 1× 3×                        | Jegyzőkönyv | 4× 3×         | Montpellier, Franciaország Nézőszám: 3 000 Játékvezetők: Kurtagic, Wetterwik (SWE) |

| 2012. november 29. 20:00 | RK Partizan | 27 – 31     | Chekhovskiye Medvedi | Niš, Szerbia Nézőszám: 3 000 Játékvezetők: Stenrand, Birch (DEN) |
| 2012. november 29. 20:00 | Mitrović 6  | (14–11)     | Gyibirov 7           | Niš, Szerbia Nézőszám: 3 000 Játékvezetők: Stenrand, Birch (DEN) |
| 2012. november 29. 20:00 | 6× 2×       | Jegyzőkönyv | 5× 3× 1×             | Niš, Szerbia Nézőszám: 3 000 Játékvezetők: Stenrand, Birch (DEN) |

| 2012. november 29. 20:00 | HSV Hamburg | 32 – 26     | CB Ademar León | Hamburg, Németország Nézőszám: 2 400 Játékvezetők: Dobrovits, Tájok (HUN) |
| 2012. november 29. 20:00 | Lijewski 7  | (16–14)     | Gonz Leoz 12   | Hamburg, Németország Nézőszám: 2 400 Játékvezetők: Dobrovits, Tájok (HUN) |
| 2012. november 29. 20:00 | 5× 2× 1×    | Jegyzőkönyv | 2× 2× 1×       | Hamburg, Németország Nézőszám: 2 400 Játékvezetők: Dobrovits, Tájok (HUN) |

| 2012. december 2. 19:00 | Montpellier Agglomération H. | 25 – 27     | SG Flensburg-Handewitt | Montpellier, Franciaország Nézőszám: 8 000 Játékvezetők: Eliasson, Gudjonsson (ISL) |
| 2012. december 2. 19:00 | Gajić 12                     | (14–12)     | Mogensen 6             | Montpellier, Franciaország Nézőszám: 8 000 Játékvezetők: Eliasson, Gudjonsson (ISL) |
| 2012. december 2. 19:00 | 2× 3×                        | Jegyzőkönyv | 2× 3×                  | Montpellier, Franciaország Nézőszám: 8 000 Játékvezetők: Eliasson, Gudjonsson (ISL) |

| 2013. február 7. 18:45 | Chekhovskiye Medvedi | 29 – 29     | HSV Hamburg | Csehov, Oroszország Nézőszám: 2000 Játékvezetők: Horváth, Márton (HUN) |
| 2013. február 7. 18:45 | Gyibirov 7           | (17–13)     | Hens 6      | Csehov, Oroszország Nézőszám: 2000 Játékvezetők: Horváth, Márton (HUN) |
| 2013. február 7. 18:45 | 3× 3×                | Jegyzőkönyv | 2× 3×       | Csehov, Oroszország Nézőszám: 2000 Játékvezetők: Horváth, Márton (HUN) |

| 2013. február 7. 19:30 | SG Flensburg-Handewitt | 31 – 23     | RK Partizan   | Flensburg, Németország Nézőszám: 3400 Játékvezetők: Cohen, Peretz (ISR) |
| 2013. február 7. 19:30 | Eggert 7               | (17–13)     | Radivojević 5 | Flensburg, Németország Nézőszám: 3400 Játékvezetők: Cohen, Peretz (ISR) |
| 2013. február 7. 19:30 | 2× 3×                  | Jegyzőkönyv | 1× 3×         | Flensburg, Németország Nézőszám: 3400 Játékvezetők: Cohen, Peretz (ISR) |

| 2013. február 10. 19:00 | CB Ademar León | 30 – 28     | Montpellier Agglomération H. | León, Spanyolország Nézőszám: 5000 Játékvezetők: Leifsson, Pálson (ICE) |
| 2013. február 10. 19:00 | Goni Leoz 9    | (11–13)     | Accambray 9                  | León, Spanyolország Nézőszám: 5000 Játékvezetők: Leifsson, Pálson (ICE) |
| 2013. február 10. 19:00 | 3× 2×          | Jegyzőkönyv | 2× 3×                        | León, Spanyolország Nézőszám: 5000 Játékvezetők: Leifsson, Pálson (ICE) |

| 2013. február 13. 19:00 | SG Flensburg-Handewitt | 27 – 22     | CB Ademar León | Flensburg, Németország Nézőszám: 3524 Játékvezetők: Stolarovs, Licis (LAT) |
| 2013. február 13. 19:00 | Glandorf, Kaufmann 7   | (14–10)     | Campos 5       | Flensburg, Németország Nézőszám: 3524 Játékvezetők: Stolarovs, Licis (LAT) |
| 2013. február 13. 19:00 | 2×                     | Jegyzőkönyv | 2× 3×          | Flensburg, Németország Nézőszám: 3524 Játékvezetők: Stolarovs, Licis (LAT) |

| 2013. február 16. 19:00 | RK Partizan     | 21 – 42     | HSV Hamburg | Niš, Szerbia Nézőszám: 4200 Játékvezetők: Mazeika, Gatelis (LTU) |
| 2013. február 16. 19:00 | három játékos 4 | (10–24)     | Lindberg 10 | Niš, Szerbia Nézőszám: 4200 Játékvezetők: Mazeika, Gatelis (LTU) |
| 2013. február 16. 19:00 | 4× 3×           | Jegyzőkönyv | 1× 3×       | Niš, Szerbia Nézőszám: 4200 Játékvezetők: Mazeika, Gatelis (LTU) |

| 2013. február 17. 19:00 | Montpellier Agglomération H. | 30 – 30     | Chekhovskiye Medvedi | Montpellier, Franciaország Nézőszám: 7000 Játékvezetők: Gubica, Milosevic (CRO) |
| 2013. február 17. 19:00 | Accambray, Gajic 6           | (17–17)     | Gyibirov 7           | Montpellier, Franciaország Nézőszám: 7000 Játékvezetők: Gubica, Milosevic (CRO) |
| 2013. február 17. 19:00 | 3× 3×                        | Jegyzőkönyv | 3× 3×                | Montpellier, Franciaország Nézőszám: 7000 Játékvezetők: Gubica, Milosevic (CRO) |

| 2013. február 21. 20:30 | Chekhovskiye Medvedi | 29 – 29     | SG Flensburg-Handewitt | Csehov, Oroszország Nézőszám: 2500 Játékvezetők: Kleven, Ramber (NOR) |
| 2013. február 21. 20:30 | Gyibirov 8           | (14–13)     | Kaufmann 7             | Csehov, Oroszország Nézőszám: 2500 Játékvezetők: Kleven, Ramber (NOR) |
| 2013. február 21. 20:30 | 4× 3×                | Jegyzőkönyv | 3× 3×                  | Csehov, Oroszország Nézőszám: 2500 Játékvezetők: Kleven, Ramber (NOR) |

| 2013. február 23. 18:00 | CB Ademar León | 28 – 23     | RK Partizan   | León, Spanyolország Nézőszám: 5000 Játékvezetők: Olesen, Pedersen (DEN) |
| 2013. február 23. 18:00 | Ruesga 10      | (14–10)     | Radovanovic 5 | León, Spanyolország Nézőszám: 5000 Játékvezetők: Olesen, Pedersen (DEN) |
| 2013. február 23. 18:00 | 4× 3×          | Jegyzőkönyv | 7× 3×         | León, Spanyolország Nézőszám: 5000 Játékvezetők: Olesen, Pedersen (DEN) |

| 2013. február 23. 19:00 | HSV Hamburg | 35 – 33     | Montpellier Agglomération H. | Hamburg, Németország Nézőszám: 6752 Játékvezetők: Kurtagic, Wetterwik (SWE) |
| 2013. február 23. 19:00 | Lindberg 8  | (18–15)     | Accambray 8                  | Hamburg, Németország Nézőszám: 6752 Játékvezetők: Kurtagic, Wetterwik (SWE) |
| 2013. február 23. 19:00 | 3× 3×       | Jegyzőkönyv | 2× 2× 1×                     | Hamburg, Németország Nézőszám: 6752 Játékvezetők: Kurtagic, Wetterwik (SWE) |

### B csoport
| #  | Csapat                   | J  | Gy | D | V | RG  | KG  | GK  | P  |
| -- | ------------------------ | -- | -- | - | - | --- | --- | --- | -- |
| 1. | MKB Veszprém KC          | 10 | 9  | 0 | 1 | 295 | 242 | +53 | 18 |
| 2. | THW Kiel                 | 10 | 8  | 0 | 2 | 329 | 265 | +64 | 16 |
| 3. | BM Atlético Madrid       | 10 | 5  | 0 | 5 | 268 | 269 | -1  | 10 |
| 4. | RK Celje Pivovarna Laško | 10 | 4  | 0 | 6 | 245 | 258 | -13 | 8  |
| 5. | HCM Constanţa            | 10 | 2  | 0 | 8 | 234 | 283 | -49 | 4  |
| 6. | IK Sävehof               | 10 | 2  | 0 | 8 | 276 | 330 | -54 | 4  |

|                          | CEL   | CON   | KIE   | ATL   | SAV   | VES   |
| ------------------------ | ----- | ----- | ----- | ----- | ----- | ----- |
| RK Celje Pivovarna Laško |       | 24-19 | 31-28 | 22-28 | 31–25 | 19–24 |
| HCM Constanţa            | 22-17 |       | 25-28 | 23-28 | 28–23 | 27-37 |
| THW Kiel                 | 30-26 | 35–14 |       | 31–27 | 43-34 | 32-21 |
| BM Atlético Madrid       | 26-24 | 25-24 | 27-32 |       | 32-25 | 26-27 |
| IK Sävehof               | 24-29 | 35–31 | 29-40 | 35-30 |       | 22–32 |
| MKB Veszprém KC          | 32–22 | 31-21 | 31-30 | 26-19 | 34–24 |       |

| 2012. szeptember 27. 19:00 | IK Sävehof | 35 – 31     | HCM Constanţa                    | Göteborg, Svédország Nézőszám: 2 428 Játékvezetők: Baranowski, Lemanowicz (POL) |
| 2012. szeptember 27. 19:00 | Larsson 9  | (19–17)     | Čutura, Gaminde, Simicu, Toma, 5 | Göteborg, Svédország Nézőszám: 2 428 Játékvezetők: Baranowski, Lemanowicz (POL) |
| 2012. szeptember 27. 19:00 | 6× 3×      | Jegyzőkönyv | 2× 3×                            | Göteborg, Svédország Nézőszám: 2 428 Játékvezetők: Baranowski, Lemanowicz (POL) |

| 2012. szeptember 29. 17:00 | MKB Veszprém KC | 32 – 22     | RK Celje Pivovarna Laško | Veszprém, Magyarország Nézőszám: 5 019 Játékvezetők: Mazeika, Gatelis (LTU) |
| 2012. szeptember 29. 17:00 | Rodríguez 5     | (16–11)     | Mačkovšek, Marguč 4      | Veszprém, Magyarország Nézőszám: 5 019 Játékvezetők: Mazeika, Gatelis (LTU) |
| 2012. szeptember 29. 17:00 | 4× 3×           | Jegyzőkönyv | 7× 3×                    | Veszprém, Magyarország Nézőszám: 5 019 Játékvezetők: Mazeika, Gatelis (LTU) |

| 2012. szeptember 30. 18:00 | BM Atlético Madrid | 27 – 32     | THW Kiel | Madrid, Spanyolország Nézőszám: 8 853 Játékvezetők: Gjeding, Hansen (DEN) |
| 2012. szeptember 30. 18:00 | Lazarov 6          | (15–17)     | Jícha 7  | Madrid, Spanyolország Nézőszám: 8 853 Játékvezetők: Gjeding, Hansen (DEN) |
| 2012. szeptember 30. 18:00 | 2× 3×              | Jegyzőkönyv | 8× 3× 1× | Madrid, Spanyolország Nézőszám: 8 853 Játékvezetők: Gjeding, Hansen (DEN) |

| 2012. október 3. 20:00 | HCM Constanţa    | 27 – 37     | MKB Veszprém KC | Bukarest, Románia Nézőszám: 3 000 Játékvezetők: Pandžić, Mosorinski (SRB) |
| 2012. október 3. 20:00 | Čutura, Şimicu 7 | (12–19)     | Császár 8       | Bukarest, Románia Nézőszám: 3 000 Játékvezetők: Pandžić, Mosorinski (SRB) |
| 2012. október 3. 20:00 | 5× 3× 1×         | Jegyzőkönyv | 3× 3×           | Bukarest, Románia Nézőszám: 3 000 Játékvezetők: Pandžić, Mosorinski (SRB) |

| 2012. október 6. 16:30 | RK Celje Pivovarna Laško | 22 – 28     | BM Atlético Madrid | Celje, Szlovénia Nézőszám: 1 300 Játékvezetők: Pichon, Reveret (FRA) |
| 2012. október 6. 16:30 | Marguč 8                 | (15–13)     | Lazarov 8          | Celje, Szlovénia Nézőszám: 1 300 Játékvezetők: Pichon, Reveret (FRA) |
| 2012. október 6. 16:30 | 1× 3×                    | Jegyzőkönyv | 3× 3×              | Celje, Szlovénia Nézőszám: 1 300 Játékvezetők: Pichon, Reveret (FRA) |

| 2012. október 7. 16:45 | THW Kiel | 43 – 34     | IK Sävehof | Kiel, Németország Nézőszám: 9 800 Játékvezetők: Togstad, Kristiansen (NOR) |
| 2012. október 7. 16:45 | Vujin 9  | (25–15)     | Bliznac 8  | Kiel, Németország Nézőszám: 9 800 Játékvezetők: Togstad, Kristiansen (NOR) |
| 2012. október 7. 16:45 | 3× 3×    | Jegyzőkönyv | 3× 3×      | Kiel, Németország Nézőszám: 9 800 Játékvezetők: Togstad, Kristiansen (NOR) |

| 2012. október 11. 20:00 | THW Kiel         | 35 – 14     | HCM Constanţa | Kiel, Németország Nézőszám: 9 400 Játékvezetők: Bounouara, Sami (FRA) |
| 2012. október 11. 20:00 | Ilić, Narcisse 5 | (16–7)      | Angelovski 4  | Kiel, Németország Nézőszám: 9 400 Játékvezetők: Bounouara, Sami (FRA) |
| 2012. október 11. 20:00 | 6× 3×            | Jegyzőkönyv | 5× 3×         | Kiel, Németország Nézőszám: 9 400 Játékvezetők: Bounouara, Sami (FRA) |

| 2012. október 13. 20:00 | RK Celje Pivovarna Laško | 31 – 25     | IK Sävehof | Celje, Szlovénia Nézőszám: 2 280 Játékvezetők: Zotin, Volodkov (RUS) |
| 2012. október 13. 20:00 | Marguč 9                 | (17–14)     | Nielsen 5  | Celje, Szlovénia Nézőszám: 2 280 Játékvezetők: Zotin, Volodkov (RUS) |
| 2012. október 13. 20:00 | 2× 3× 1×                 | Jegyzőkönyv | 2× 3×      | Celje, Szlovénia Nézőszám: 2 280 Játékvezetők: Zotin, Volodkov (RUS) |

| 2012. október 14. 18:00 | BM Atlético Madrid      | 26 – 27     | MKB Veszprém KC | Madrid, Spanyolország Nézőszám: 4 831 Játékvezetők: Gubica, Milošević (CRO) |
| 2012. október 14. 18:00 | Aguinagalde, Barachet 4 | (13–15)     | Nagy 10         | Madrid, Spanyolország Nézőszám: 4 831 Játékvezetők: Gubica, Milošević (CRO) |
| 2012. október 14. 18:00 | 2× 3×                   | Jegyzőkönyv | 3× 3×           | Madrid, Spanyolország Nézőszám: 4 831 Játékvezetők: Gubica, Milošević (CRO) |

| 2012. október 17. 19:00 | IK Sävehof | 35 – 30     | BM Atlético Madrid | Göteborg, Svédország Nézőszám: 3 128 Játékvezetők: Nikolić, Stojković (SRB) |
| 2012. október 17. 19:00 | Bliznac 7  | (17–16)     | Lazarov 6          | Göteborg, Svédország Nézőszám: 3 128 Játékvezetők: Nikolić, Stojković (SRB) |
| 2012. október 17. 19:00 | 6× 3×      | Jegyzőkönyv | 2× 2×              | Göteborg, Svédország Nézőszám: 3 128 Játékvezetők: Nikolić, Stojković (SRB) |

| 2012. október 18. 19:00 | MKB Veszprém KC | 31 – 30     | THW Kiel     | Veszprém, Magyarország Nézőszám: 5 019 Játékvezetők: Abrahamsen, Kristiansen (NOR) |
| 2012. október 18. 19:00 | Nagy 9          | (14–15)     | Sigurðsson 8 | Veszprém, Magyarország Nézőszám: 5 019 Játékvezetők: Abrahamsen, Kristiansen (NOR) |
| 2012. október 18. 19:00 | 4× 3×           | Jegyzőkönyv | 6× 3×        | Veszprém, Magyarország Nézőszám: 5 019 Játékvezetők: Abrahamsen, Kristiansen (NOR) |

| 2012. október 18. 20:00 | HCM Constanţa | 22 – 17     | RK Celje Pivovarna Laško          | Buzău, Románia Nézőszám: 1 300 Játékvezetők: Horáček, Novotný (CZE) |
| 2012. október 18. 20:00 | Čutura 4      | (10–5)      | Lékai, Mačkovšek, Skube, Žvižej 3 | Buzău, Románia Nézőszám: 1 300 Játékvezetők: Horáček, Novotný (CZE) |
| 2012. október 18. 20:00 | 5× 3×         | Jegyzőkönyv | 3× 3×                             | Buzău, Románia Nézőszám: 1 300 Játékvezetők: Horáček, Novotný (CZE) |

| 2012. november 15. 18:30 | HCM Constanţa | 23 – 28     | BM Atlético Madrid   | Bukarest, Románia Nézőszám: 3 000 Játékvezetők: Erdoğan, Özdeniz (TUR) |
| 2012. november 15. 18:30 | Humet 5       | (13–12)     | Lazarov, Markussen 8 | Bukarest, Románia Nézőszám: 3 000 Játékvezetők: Erdoğan, Özdeniz (TUR) |
| 2012. november 15. 18:30 | 3× 3×         | Jegyzőkönyv | 3× 2×                | Bukarest, Románia Nézőszám: 3 000 Játékvezetők: Erdoğan, Özdeniz (TUR) |

| 2012. november 17. 16:30 | RK Celje Pivovarna Laško | 31 – 26     | THW Kiel     | Celje, Szlovénia Nézőszám: 4 500 Játékvezetők: Stolarovs, Licis (LAT) |
| 2012. november 17. 16:30 | Marguč 7                 | (12–12)     | Sigurðsson 7 | Celje, Szlovénia Nézőszám: 4 500 Játékvezetők: Stolarovs, Licis (LAT) |
| 2012. november 17. 16:30 | 5× 3×                    | Jegyzőkönyv | 1× 3×        | Celje, Szlovénia Nézőszám: 4 500 Játékvezetők: Stolarovs, Licis (LAT) |

| 2012. november 18. 16:30 | IK Sävehof | 22 – 32     | MKB Veszprém KC | Göteborg, Svédország Nézőszám: 3 273 Játékvezetők: Dentz, Reibel (FRA) |
| 2012. november 18. 16:30 | Tønnesen 5 | (10–14)     | Császár 8       | Göteborg, Svédország Nézőszám: 3 273 Játékvezetők: Dentz, Reibel (FRA) |
| 2012. november 18. 16:30 | 2× 3×      | Jegyzőkönyv | 4× 3×           | Göteborg, Svédország Nézőszám: 3 273 Játékvezetők: Dentz, Reibel (FRA) |

| 2012. november 21. 19:00 | THW Kiel | 30 – 26     | RK Celje Pivovarna Laško | Kiel, Németország Nézőszám: 8 250 Játékvezetők: Opava, Válek (CZE) |
| 2012. november 21. 19:00 | Ekberg 9 | (13–12)     | Marguč 11                | Kiel, Németország Nézőszám: 8 250 Játékvezetők: Opava, Válek (CZE) |
| 2012. november 21. 19:00 | 3× 1×    | Jegyzőkönyv | 7× 2×                    | Kiel, Németország Nézőszám: 8 250 Játékvezetők: Opava, Válek (CZE) |

| 2012. november 24. 19:00 | MKB Veszprém KC  | 34 – 24     | IK Sävehof   | Veszprém, Magyarország Nézőszám: 5 019 Játékvezetők: Zotin, Volodkov (RUS) |
| 2012. november 24. 19:00 | Császár, Sulić 5 | (17–15)     | Sigurðsson 7 | Veszprém, Magyarország Nézőszám: 5 019 Játékvezetők: Zotin, Volodkov (RUS) |
| 2012. november 24. 19:00 | 1× 2×            | Jegyzőkönyv | 1× 3×        | Veszprém, Magyarország Nézőszám: 5 019 Játékvezetők: Zotin, Volodkov (RUS) |

| 2012. november 25. 17:00 | BM Atlético Madrid  | 25 – 24     | HCM Constanţa | Madrid, Spanyolország Nézőszám: 4 027 Játékvezetők: Leszczynski, Piechota (POL) |
| 2012. november 25. 17:00 | Lazarov, Parrondo 4 | (12–11)     | Toma 6        | Madrid, Spanyolország Nézőszám: 4 027 Játékvezetők: Leszczynski, Piechota (POL) |
| 2012. november 25. 17:00 | 6× 3×               | Jegyzőkönyv | 8× 3×         | Madrid, Spanyolország Nézőszám: 4 027 Játékvezetők: Leszczynski, Piechota (POL) |

| 2012. november 29. 20:00 | HCM Constanţa | 28 – 23     | IK Sävehof | Buzău, Románia Nézőszám: 1 400 Játékvezetők: Nikolov, Nachevski (MKD) |
| 2012. november 29. 20:00 | Toma 7        | (18–9)      | Fridén 5   | Buzău, Románia Nézőszám: 1 400 Játékvezetők: Nikolov, Nachevski (MKD) |
| 2012. november 29. 20:00 | 1× 3×         | Jegyzőkönyv | 2× 3×      | Buzău, Románia Nézőszám: 1 400 Játékvezetők: Nikolov, Nachevski (MKD) |

| 2012. december 1. 19:00 | RK Celje Pivovarna Laško | 19 – 24     | MKB Veszprém KC | Celje, Szlovénia Nézőszám: 5 827 Játékvezetők: Poulsen, Mortensen (DEN) |
| 2012. december 1. 19:00 | Marguč 5                 | (9–11)      | Császár, Nagy 4 | Celje, Szlovénia Nézőszám: 5 827 Játékvezetők: Poulsen, Mortensen (DEN) |
| 2012. december 1. 19:00 | 3× 3×                    | Jegyzőkönyv | 6× 2× 1×        | Celje, Szlovénia Nézőszám: 5 827 Játékvezetők: Poulsen, Mortensen (DEN) |

| 2012. december 2. 17:15 | THW Kiel | 31 – 27     | BM Atlético Madrid | Kiel, Németország Nézőszám: 10 000 Játékvezetők: Cacador, Nicolau (POR) |
| 2012. december 2. 17:15 | Jícha 13 | (15–15)     | Markussen 8        | Kiel, Németország Nézőszám: 10 000 Játékvezetők: Cacador, Nicolau (POR) |
| 2012. december 2. 17:15 | 2× 2×    | Jegyzőkönyv | 4× 3×              | Kiel, Németország Nézőszám: 10 000 Játékvezetők: Cacador, Nicolau (POR) |

| 2013. február 9. 15:30 | IK Sävehof | 29 – 40     | THW Kiel | Göteborg, Svédország Nézőszám: 4531 Játékvezetők: Pichon, Reveret (FRA) |
| 2013. február 9. 15:30 | Bliznac 9  | (15–20)     | Ekberg 9 | Göteborg, Svédország Nézőszám: 4531 Játékvezetők: Pichon, Reveret (FRA) |
| 2013. február 9. 15:30 | 3× 3×      | Jegyzőkönyv | 5× 3×    | Göteborg, Svédország Nézőszám: 4531 Játékvezetők: Pichon, Reveret (FRA) |

| 2013. február 10. 17:15 | MKB Veszprém KC | 31 – 21     | HCM Constanţa | Veszprém, Magyarország Nézőszám: 5000 Játékvezetők: Opava, Valek (CZE) |
| 2013. február 10. 17:15 | Császár 9       | (14–11)     | Čutura 4      | Veszprém, Magyarország Nézőszám: 5000 Játékvezetők: Opava, Valek (CZE) |
| 2013. február 10. 17:15 | 3× 3×           | Jegyzőkönyv | 3× 3× 1×      | Veszprém, Magyarország Nézőszám: 5000 Játékvezetők: Opava, Valek (CZE) |

| 2013. február 10. 18:00 | BM Atlético Madrid | 26 – 24     | RK Celje Pivovarna Laško | Madrid, Spanyolország Nézőszám: 4676 Játékvezetők: Olesen, Pedersen (DEN) |
| 2013. február 10. 18:00 | három játékos 5    | (12–9)      | Mačkovšek 9              | Madrid, Spanyolország Nézőszám: 4676 Játékvezetők: Olesen, Pedersen (DEN) |
| 2013. február 10. 18:00 | 4× 3×              | Jegyzőkönyv | 5× 2×                    | Madrid, Spanyolország Nézőszám: 4676 Játékvezetők: Olesen, Pedersen (DEN) |

| 2013. február 16. 19:00 | RK Celje Pivovarna Laško | 24 – 19     | HCM Constanţa      | Celje, Szlovénia Nézőszám: 4000 Játékvezetők: Gousko, Repkin (BLR) |
| 2013. február 16. 19:00 | Mačkovšek 6              | (11–6)      | Čutura, Sadoveac 5 | Celje, Szlovénia Nézőszám: 4000 Játékvezetők: Gousko, Repkin (BLR) |
| 2013. február 16. 19:00 | 1× 3×                    | Jegyzőkönyv | 3× 3×              | Celje, Szlovénia Nézőszám: 4000 Játékvezetők: Gousko, Repkin (BLR) |

| 2013. február 17. 18:00 | BM Atlético Madrid  | 32 – 25     | IK Sävehof         | Madrid, Spanyolország Nézőszám: 4923 Játékvezetők: Eliasson, Gudjonsson (ICE) |
| 2013. február 17. 18:00 | Lazarov, Parrondo 5 | (14–11)     | Kristian Bliznac 7 | Madrid, Spanyolország Nézőszám: 4923 Játékvezetők: Eliasson, Gudjonsson (ICE) |
| 2013. február 17. 18:00 | 1× 3×               | Jegyzőkönyv | 3× 3×              | Madrid, Spanyolország Nézőszám: 4923 Játékvezetők: Eliasson, Gudjonsson (ICE) |

| 2013. február 17. 19:00 | THW Kiel     | 32 – 21     | MKB Veszprém KC | Kiel, Németország Nézőszám: 10 200 Játékvezetők: Dentz, Reibel (FRA) |
| 2013. február 17. 19:00 | Sigurðsson 7 | (17–13)     | Nagy 5          | Kiel, Németország Nézőszám: 10 200 Játékvezetők: Dentz, Reibel (FRA) |
| 2013. február 17. 19:00 | 1× 3×        | Jegyzőkönyv | 2× 3×           | Kiel, Németország Nézőszám: 10 200 Játékvezetők: Dentz, Reibel (FRA) |

| 2013. február 20. 20:00 | HCM Constanţa | 25 – 28     | THW Kiel | Bukarest, Románia Nézőszám: 2500 Játékvezetők: Kaveshnikov, Plotnikov (RUS) |
| 2013. február 20. 20:00 | Toma 6        | (11–16)     | Jícha 7  | Bukarest, Románia Nézőszám: 2500 Játékvezetők: Kaveshnikov, Plotnikov (RUS) |
| 2013. február 20. 20:00 | 6× 3× 1×      | Jegyzőkönyv | 3× 3×    | Bukarest, Románia Nézőszám: 2500 Játékvezetők: Kaveshnikov, Plotnikov (RUS) |

| 2013. február 21. 19:00 | IK Sävehof | 24 – 29     | RK Celje Pivovarna Laško | Göteborg, Svédország Nézőszám: 2450 Játékvezetők: Horácek, Novotny (CZE) |
| 2013. február 21. 19:00 | Ottosson 6 | (10–14)     | Marguč 9                 | Göteborg, Svédország Nézőszám: 2450 Játékvezetők: Horácek, Novotny (CZE) |
| 2013. február 21. 19:00 | 2× 3× 1×   | Jegyzőkönyv | 4× 3×                    | Göteborg, Svédország Nézőszám: 2450 Játékvezetők: Horácek, Novotny (CZE) |

| 2013. február 23. 17:15 | MKB Veszprém KC | 26 – 19     | BM Atlético Madrid | Veszprém, Magyarország Nézőszám: 5008 Játékvezetők: Jurinovic, Mrvica (CRO) |
| 2013. február 23. 17:15 | Ugalde 6        | (12–8)      | Masachs 4          | Veszprém, Magyarország Nézőszám: 5008 Játékvezetők: Jurinovic, Mrvica (CRO) |
| 2013. február 23. 17:15 | 2× 3×           | Jegyzőkönyv | 3× 3×              | Veszprém, Magyarország Nézőszám: 5008 Játékvezetők: Jurinovic, Mrvica (CRO) |

### C csoport
| #  | Csapat                   | J  | Gy | D | V | RG  | KG  | GK  | P  |
| -- | ------------------------ | -- | -- | - | - | --- | --- | --- | -- |
| 1. | KS Vive Targi Kielce     | 10 | 10 | 0 | 0 | 305 | 249 | +56 | 20 |
| 2. | RK Metalurg Skopje       | 10 | 7  | 0 | 3 | 271 | 215 | +56 | 14 |
| 3. | RK Gorenje Velenje       | 10 | 6  | 0 | 4 | 281 | 250 | +31 | 12 |
| 4. | Bjerringbro-Silkeborg    | 10 | 4  | 0 | 6 | 259 | 281 | -22 | 8  |
| 5. | Chambéry Savoie Handball | 10 | 2  | 0 | 8 | 266 | 294 | -28 | 4  |
| 6. | St. Petersburg HC        | 10 | 1  | 0 | 9 | 225 | 318 | -93 | 2  |

|                          | CHA   | GOR   | KIE   | MET   | SIL   | STP   |
| ------------------------ | ----- | ----- | ----- | ----- | ----- | ----- |
| Chambéry Savoie Handball |       | 20-31 | 26-36 | 30-33 | 29-26 | 33-19 |
| RK Gorenje Velenje       | 31-25 |       | 25-29 | 23-19 | 31–23 | 35-22 |
| KS Vive Targi Kielce     | 36-32 | 30–24 |       | 21–20 | 35-26 | 30-29 |
| RK Metalurg Skopje       | 26–21 | 30-23 | 21-23 |       | 32-18 | 32-19 |
| Bjerringbro-Silkeborg    | 25-23 | 27-26 | 25-34 | 23-26 |       | 31–22 |
| St. Petersburg HC        | 31–27 | 25-32 | 21-31 | 14-32 | 23–35 |       |

| 2012. szeptember 29. 20:00 | RK Gorenje Velenje | 35 – 22     | St. Petersburg HC | Velenje, Szlovénia Nézőszám: 1 100 Játékvezetők: Fleisch, Rieber (GER) |
| 2012. szeptember 29. 20:00 | Bezjak 9           | (16–10)     | Pyshkin 4         | Velenje, Szlovénia Nézőszám: 1 100 Játékvezetők: Fleisch, Rieber (GER) |
| 2012. szeptember 29. 20:00 | 1× 2×              | Jegyzőkönyv | 2× 3×             | Velenje, Szlovénia Nézőszám: 1 100 Játékvezetők: Fleisch, Rieber (GER) |

| 2012. szeptember 30. 17:00 | KS Vive Targi Kielce | 35 – 26     | Bjerringbro-Silkeborg | Kielce, Lengyelország Nézőszám: 4 200 Játékvezetők: Lorente, Serradilla (ESP) |
| 2012. szeptember 30. 17:00 | Čupić 9              | (17–12)     | Jörgensen 8           | Kielce, Lengyelország Nézőszám: 4 200 Játékvezetők: Lorente, Serradilla (ESP) |
| 2012. szeptember 30. 17:00 | 1× 3×                | Jegyzőkönyv | 5× 3×                 | Kielce, Lengyelország Nézőszám: 4 200 Játékvezetők: Lorente, Serradilla (ESP) |

| 2012. szeptember 20. 19:00 | Chambéry Savoie Handball | 30 – 33     | RK Metalurg Skopje    | Chambéry, Franciaország Nézőszám: 3 000 Játékvezetők: Geipel, Helbig (GER) |
| 2012. szeptember 20. 19:00 | Bašić 7                  | (13–15)     | Manaskov, Mojsovski 7 | Chambéry, Franciaország Nézőszám: 3 000 Játékvezetők: Geipel, Helbig (GER) |
| 2012. szeptember 20. 19:00 | 2× 3×                    | Jegyzőkönyv | 2× 3×                 | Chambéry, Franciaország Nézőszám: 3 000 Játékvezetők: Geipel, Helbig (GER) |

| 2012. október 6. 18:00 | RK Metalurg Skopje      | 30 – 23     | RK Gorenje Velenje | Szkopje, Macedónia Nézőszám: 6 000 Játékvezetők: Dinu, Din (ROU) |
| 2012. október 6. 18:00 | Georgievski, Manaskov 7 | (13–6)      | Bezjak 8           | Szkopje, Macedónia Nézőszám: 6 000 Játékvezetők: Dinu, Din (ROU) |
| 2012. október 6. 18:00 | 4× 3×                   | Jegyzőkönyv | 4× 3×              | Szkopje, Macedónia Nézőszám: 6 000 Játékvezetők: Dinu, Din (ROU) |

| 2012. október 6. 19:00 | St. Petersburg HC | 21 – 31     | KS Vive Targi Kielce | Szentpétervár, Oroszország Nézőszám: 120 Játékvezetők: Nikolić, Stojković (SRB) |
| 2012. október 6. 19:00 | Nasyrov 7         | (10–17)     | Čupić 12             | Szentpétervár, Oroszország Nézőszám: 120 Játékvezetők: Nikolić, Stojković (SRB) |
| 2012. október 6. 19:00 | 3× 3×             | Jegyzőkönyv | 1× 3×                | Szentpétervár, Oroszország Nézőszám: 120 Játékvezetők: Nikolić, Stojković (SRB) |

| 2012. október 7. 17:00 | Bjerringbro-Silkeborg | 14 – 15     | Chambéry Savoie Handball | Silkeborg, Dánia Nézőszám: 1 813 Játékvezetők: Kékes, Kékes (HUN) |
| 2012. október 7. 17:00 | Mortensen 8           | (13–15)     | Nyokas 8                 | Silkeborg, Dánia Nézőszám: 1 813 Játékvezetők: Kékes, Kékes (HUN) |
| 2012. október 7. 17:00 | 2× 3×                 | Jegyzőkönyv | 2× 2×                    | Silkeborg, Dánia Nézőszám: 1 813 Játékvezetők: Kékes, Kékes (HUN) |

| 2012. október 13. 17:00 | KS Vive Targi Kielce | 30 – 24     | RK Gorenje Velenje | Kielce, Lengyelország Nézőszám: 4 200 Játékvezetők: Erdoğan, Özdeniz (TUR) |
| 2012. október 13. 17:00 | Jurecki 8            | (13–12)     | Melić 9            | Kielce, Lengyelország Nézőszám: 4 200 Játékvezetők: Erdoğan, Özdeniz (TUR) |
| 2012. október 13. 17:00 | 3× 3×                | Jegyzőkönyv | 2× 3×              | Kielce, Lengyelország Nézőszám: 4 200 Játékvezetők: Erdoğan, Özdeniz (TUR) |

| 2012. október 13. 19:00 | St. Petersburg HC | 31 – 27     | Chambéry Savoie Handball | Szentpétervár, Oroszország Nézőszám: 200 Játékvezetők: Johansson, Kliko (SWE) |
| 2012. október 13. 19:00 | Grigoriev 9       | (19–12)     | Bašić 10                 | Szentpétervár, Oroszország Nézőszám: 200 Játékvezetők: Johansson, Kliko (SWE) |
| 2012. október 13. 19:00 | 6× 3×             | Jegyzőkönyv | 1× 3×                    | Szentpétervár, Oroszország Nézőszám: 200 Játékvezetők: Johansson, Kliko (SWE) |

| 2012. október 14. 17:00 | Bjerringbro-Silkeborg    | 23 – 26     | RK Metalurg Skopje | Silkeborg, Dánia Nézőszám: 2 000 Játékvezetők: San Jose, Murcia (ESP) |
| 2012. október 14. 17:00 | Lauge Schmidt, Nielsen 5 | (14–11)     | Mojsovski 7        | Silkeborg, Dánia Nézőszám: 2 000 Játékvezetők: San Jose, Murcia (ESP) |
| 2012. október 14. 17:00 | 4× 3×                    | Jegyzőkönyv | 7× 3× 1×           | Silkeborg, Dánia Nézőszám: 2 000 Játékvezetők: San Jose, Murcia (ESP) |

| 2012. október 17. 17:00 | RK Gorenje Velenje | 31 – 23     | Bjerringbro-Silkeborg | Velenje, Szlovénia Nézőszám: 1 200 Játékvezetők: Schulze, Tönnies (GER) |
| 2012. október 17. 17:00 | Melić 9            | (14–8)      | Baagöe 4              | Velenje, Szlovénia Nézőszám: 1 200 Játékvezetők: Schulze, Tönnies (GER) |
| 2012. október 17. 17:00 | 5× 3×              | Jegyzőkönyv | 3× 2×                 | Velenje, Szlovénia Nézőszám: 1 200 Játékvezetők: Schulze, Tönnies (GER) |

| 2012. október 20. 18:00 | RK Metalurg Skopje | 32 – 19     | St. Petersburg HC  | Szkopje, Macedónia Nézőszám: 6 200 Játékvezetők: Dobrovits, Tájok (HUN) |
| 2012. október 20. 18:00 | Vugrinec 11        | (15–11)     | Nasyrov, Semenov 4 | Szkopje, Macedónia Nézőszám: 6 200 Játékvezetők: Dobrovits, Tájok (HUN) |
| 2012. október 20. 18:00 | 3× 3×              | Jegyzőkönyv | 4× 2×              | Szkopje, Macedónia Nézőszám: 6 200 Játékvezetők: Dobrovits, Tájok (HUN) |

| 2012. október 21. 19:00 | Chambéry Savoie Handball | 26 – 36     | KS Vive Targi Kielce | Chambéry, Franciaország Nézőszám: 3 400 Játékvezetők: López, Ramírez (ESP) |
| 2012. október 21. 19:00 | Detrez 7                 | (15–18)     | Čupić 8              | Chambéry, Franciaország Nézőszám: 3 400 Játékvezetők: López, Ramírez (ESP) |
| 2012. október 21. 19:00 | 2× 3×                    | Jegyzőkönyv | 3× 2×                | Chambéry, Franciaország Nézőszám: 3 400 Játékvezetők: López, Ramírez (ESP) |

| 2012. november 18. 18:00 | RK Metalurg Skopje | 21 – 23     | KS Vive Targi Kielce | Szkopje, Macedónia Nézőszám: 6 900 Játékvezetők: Gousko, Repkin (BLR) |
| 2012. november 18. 18:00 | Vugrinec 7         | (12–10)     | Čupić 8              | Szkopje, Macedónia Nézőszám: 6 900 Játékvezetők: Gousko, Repkin (BLR) |
| 2012. november 18. 18:00 | 2× 3×              | Jegyzőkönyv | 4× 3×                | Szkopje, Macedónia Nézőszám: 6 900 Játékvezetők: Gousko, Repkin (BLR) |

| 2012. november 18. 19:00 | Chambéry Savoie Handball | 20 – 31     | RK Gorenje Velenje | Chambéry, Franciaország Nézőszám: 3 600 Játékvezetők: Baďura, Ondogrecula (SVK) |
| 2012. november 18. 19:00 | Marroux 5                | (9–16)      | Melić 8            | Chambéry, Franciaország Nézőszám: 3 600 Játékvezetők: Baďura, Ondogrecula (SVK) |
| 2012. november 18. 19:00 | 1× 3×                    | Jegyzőkönyv | 4× 3×              | Chambéry, Franciaország Nézőszám: 3 600 Játékvezetők: Baďura, Ondogrecula (SVK) |

| 2012. november 18. 20:00 | St. Petersburg HC  | 23 – 35     | Bjerringbro-Silkeborg  | Szentpétervár, Oroszország Nézőszám: 400 Játékvezetők: Geipel, Helbig (GER) |
| 2012. november 18. 20:00 | Pyshkin, Semenov 4 | (11–18)     | Jörgensen, Mortensen 7 | Szentpétervár, Oroszország Nézőszám: 400 Játékvezetők: Geipel, Helbig (GER) |
| 2012. november 18. 20:00 | 2× 3×              | Jegyzőkönyv | 2× 2×                  | Szentpétervár, Oroszország Nézőszám: 400 Játékvezetők: Geipel, Helbig (GER) |

| 2012. november 24. 16:30 | RK Gorenje Velenje | 31 – 25     | Chambéry Savoie Handball | Velenje, Szlovénia Nézőszám: 1 100 Játékvezetők: Dinu, Din (ROU) |
| 2012. november 24. 16:30 | Dolenec, Melić 8   | (18–13)     | Gille 6                  | Velenje, Szlovénia Nézőszám: 1 100 Játékvezetők: Dinu, Din (ROU) |
| 2012. november 24. 16:30 | 5× 3×              | Jegyzőkönyv | 7× 3×                    | Velenje, Szlovénia Nézőszám: 1 100 Játékvezetők: Dinu, Din (ROU) |

| 2012. november 24. 18:00 | KS Vive Targi Kielce | 21 – 20     | RK Metalurg Skopje | Kielce, Lengyelország Nézőszám: 4 000 Játékvezetők: Stolarovs, Licis (LAT) |
| 2012. november 24. 18:00 | Jurecki 6            | (8–12)      | Mojsovski 6        | Kielce, Lengyelország Nézőszám: 4 000 Játékvezetők: Stolarovs, Licis (LAT) |
| 2012. november 24. 18:00 | 5× 2×                | Jegyzőkönyv | 2× 2×              | Kielce, Lengyelország Nézőszám: 4 000 Játékvezetők: Stolarovs, Licis (LAT) |

| 2012. november 25. 17:00 | Bjerringbro-Silkeborg  | 31 – 22     | St. Petersburg HC | Silkeborg, Dánia Nézőszám: 1 971 Játékvezetők: Wyss, Zowa (SUI) |
| 2012. november 25. 17:00 | Jörgensen, Mortensen 8 | (17–12)     | Nasyrov 9         | Silkeborg, Dánia Nézőszám: 1 971 Játékvezetők: Wyss, Zowa (SUI) |
| 2012. november 25. 17:00 | 1× 2×                  | Jegyzőkönyv | 5× 2×             | Silkeborg, Dánia Nézőszám: 1 971 Játékvezetők: Wyss, Zowa (SUI) |

| 2012. december 1. 08:00 | RK Metalurg Skopje | 26 – 21     | Chambéry Savoie Handball | Szkopje, Macedónia Nézőszám: 6 963 Játékvezetők: Kékes, Kékes (HUN) |
| 2012. december 1. 08:00 | Vugrinec 7         | (13–12)     | Paty 8                   | Szkopje, Macedónia Nézőszám: 6 963 Játékvezetők: Kékes, Kékes (HUN) |
| 2012. december 1. 08:00 | 2× 3×              | Jegyzőkönyv | 5× 2×                    | Szkopje, Macedónia Nézőszám: 6 963 Játékvezetők: Kékes, Kékes (HUN) |

| 2012. december 1. 14:00 | St. Petersburg HC | 25 – 32     | RK Gorenje Velenje | Szentpétervár, Oroszország Nézőszám: 500 Játékvezetők: Leandersson, Lindroos (FIN) |
| 2012. december 1. 14:00 | Pyshkin 4         | (13–16)     | Dolenec 9          | Szentpétervár, Oroszország Nézőszám: 500 Játékvezetők: Leandersson, Lindroos (FIN) |
| 2012. december 1. 14:00 | 7× 3×             | Jegyzőkönyv | 3× 3×              | Szentpétervár, Oroszország Nézőszám: 500 Játékvezetők: Leandersson, Lindroos (FIN) |

| 2012. december 2. 17:00 | Bjerringbro-Silkeborg                   | 25 – 34     | KS Vive Targi Kielce | Silkeborg, Dánia Nézőszám: 1 752 Játékvezetők: Nikolić, Stojković (SRB) |
| 2012. december 2. 17:00 | Lauge Schmidt, Mortensen, Toft Hansen 5 | (11–18)     | Jurecki, Lijewski 6  | Silkeborg, Dánia Nézőszám: 1 752 Játékvezetők: Nikolić, Stojković (SRB) |
| 2012. december 2. 17:00 | 5× 3×                                   | Jegyzőkönyv | 4× 3×                | Silkeborg, Dánia Nézőszám: 1 752 Játékvezetők: Nikolić, Stojković (SRB) |

| 2013. február 9. 16:30 | RK Gorenje Velenje | 23 – 19     | RK Metalurg Skopje | Velenje, Szlovénia Nézőszám: 1200 Játékvezetők: Bonifert, Oláh (HUN) |
| 2013. február 9. 16:30 | Bezjak 7           | (10–10)     | Mojsovski 7        | Velenje, Szlovénia Nézőszám: 1200 Játékvezetők: Bonifert, Oláh (HUN) |
| 2013. február 9. 16:30 | 4× 3×              | Jegyzőkönyv | 5× 3×              | Velenje, Szlovénia Nézőszám: 1200 Játékvezetők: Bonifert, Oláh (HUN) |

| 2013. február 9. 17:00 | KS Vive Targi Kielce | 30 – 29     | St. Petersburg HC | Kielce, Lengyelország Nézőszám: 4000 Játékvezetők: Kurtagic, Wetterwik (SWE) |
| 2013. február 9. 17:00 | Jachlewski 6         | (20–14)     | három játékos 5   | Kielce, Lengyelország Nézőszám: 4000 Játékvezetők: Kurtagic, Wetterwik (SWE) |
| 2013. február 9. 17:00 | 2× 3×                | Jegyzőkönyv | 2× 3×             | Kielce, Lengyelország Nézőszám: 4000 Játékvezetők: Kurtagic, Wetterwik (SWE) |

| 2013. február 10. 17:00 | Chambéry Savoie Handball | 29 – 26     | Bjerringbro-Silkeborg | Chambéry, Franciaország Nézőszám: 3200 Játékvezetők: Lorente, Serradilla (ESP) |
| 2013. február 10. 17:00 | Marroux, N’Guessan 6     | (14–12)     | Mortensen 6           | Chambéry, Franciaország Nézőszám: 3200 Játékvezetők: Lorente, Serradilla (ESP) |
| 2013. február 10. 17:00 | 2× 3×                    | Jegyzőkönyv | 6× 3×                 | Chambéry, Franciaország Nézőszám: 3200 Játékvezetők: Lorente, Serradilla (ESP) |

| 2013. február 16. 17:00 | KS Vive Targi Kielce  | 36 – 32     | Chambéry Savoie Handball | Kielce, Lengyelország Nézőszám: 4000 Játékvezetők: Herczeg, Südi (HUN) |
| 2013. február 16. 17:00 | Jachlewski, Jurecki 8 | (18–17)     | Paty 9                   | Kielce, Lengyelország Nézőszám: 4000 Játékvezetők: Herczeg, Südi (HUN) |
| 2013. február 16. 17:00 | 6× 2×                 | Jegyzőkönyv | 3× 1×                    | Kielce, Lengyelország Nézőszám: 4000 Játékvezetők: Herczeg, Südi (HUN) |

| 2013. február 16. 19:00 | St. Petersburg HC | 14 – 32     | RK Metalurg Skopje    | Szentpétervár, Oroszország |
| 2013. február 16. 19:00 | Semenov 4         | (10–18)     | Mojsovski, Vugrinec 7 | Szentpétervár, Oroszország |
| 2013. február 16. 19:00 | 3× 2×             | Jegyzőkönyv | 3× 3×                 | Szentpétervár, Oroszország |

| 2013. február 17. 17:00 | Bjerringbro-Silkeborg | 27 – 26     | RK Gorenje Velenje | Silkeborg, Dánia Nézőszám: 1856 Játékvezetők: Hakansson, Nilsson (SWE) |
| 2013. február 17. 17:00 | Lauge Schmidt 7       | (12–14)     | Dolenec 9          | Silkeborg, Dánia Nézőszám: 1856 Játékvezetők: Hakansson, Nilsson (SWE) |
| 2013. február 17. 17:00 | 3× 3×                 | Jegyzőkönyv | 4× 3×              | Silkeborg, Dánia Nézőszám: 1856 Játékvezetők: Hakansson, Nilsson (SWE) |

| 2013. február 23. 16:30 | RK Gorenje Velenje | 25 – 29     | KS Vive Targi Kielce | Velenje, Szlovénia Nézőszám: 1300 Játékvezetők: Abrahamsen, Kristiansen (NOR) |
| 2013. február 23. 16:30 | Cehte 7            | (14–13)     | Olafsson 7           | Velenje, Szlovénia Nézőszám: 1300 Játékvezetők: Abrahamsen, Kristiansen (NOR) |
| 2013. február 23. 16:30 | 1× 3×              | Jegyzőkönyv | 3× 2×                | Velenje, Szlovénia Nézőszám: 1300 Játékvezetők: Abrahamsen, Kristiansen (NOR) |

| 2013. február 24. 17:00 | RK Metalurg Skopje | 32 – 18     | Bjerringbro-Silkeborg   | Szkopje, Macedónia Nézőszám: 6963 Játékvezetők: Covalciuc, Covalciuc (MDA) |
| 2013. február 24. 17:00 | Kozlina 7          | (18–14)     | Kirkegaard, Toft Hansen | Szkopje, Macedónia Nézőszám: 6963 Játékvezetők: Covalciuc, Covalciuc (MDA) |
| 2013. február 24. 17:00 | 1× 3×              | Jegyzőkönyv | 3× 3×                   | Szkopje, Macedónia Nézőszám: 6963 Játékvezetők: Covalciuc, Covalciuc (MDA) |

| 2013. február 24. 19:00 | Chambéry Savoie Handball | 33 – 19     | St. Petersburg HC | Chambéry, Franciaország Nézőszám: 3500 Játékvezetők: Konjicanin, Konjicanin (BIH) |
| 2013. február 24. 19:00 | Paty 7                   | (19–8)      | Semenov 5         | Chambéry, Franciaország Nézőszám: 3500 Játékvezetők: Konjicanin, Konjicanin (BIH) |
| 2013. február 24. 19:00 | 2× 2×                    | Jegyzőkönyv | 5× 3×             | Chambéry, Franciaország Nézőszám: 3500 Játékvezetők: Konjicanin, Konjicanin (BIH) |

### D csoport
| #  | Csapat                      | J  | Gy | D | V | RG  | KG  | GK  | P  |
| -- | --------------------------- | -- | -- | - | - | --- | --- | --- | -- |
| 1. | FC Barcelona                | 10 | 9  | 0 | 1 | 321 | 252 | +69 | 18 |
| 2. | Füchse Berlin Reinickendorf | 10 | 8  | 0 | 2 | 290 | 279 | +11 | 16 |
| 3. | HC Dinamo-Minsk             | 10 | 5  | 1 | 4 | 276 | 259 | +17 | 11 |
| 4. | Pick Szeged                 | 10 | 3  | 0 | 7 | 260 | 293 | -33 | 6  |
| 5. | RK Zagreb                   | 10 | 2  | 1 | 7 | 266 | 284 | -18 | 5  |
| 6. | Kadetten Schaffhausen       | 10 | 2  | 0 | 8 | 284 | 330 | -46 | 4  |

|                       | BAR      | BER   | MIN   | SCH   | SZE   | ZAG   |
| --------------------- | -------- | ----- | ----- | ----- | ----- | ----- |
| FC Barcelona          |          | 34-23 | 25-24 | 36-25 | 33-24 | 35-25 |
| Füchse Berlin R.      | Feb. 10. |       | 29-25 | 31-27 | 29-24 | 29-27 |
| HC Dinamo-Minsk       | Feb. 21. | 31–24 |       | 33–23 | 29-24 | 27-27 |
| Kadetten Schaffhausen | 23–33    | 35-40 | 28-33 |       | 36-29 | 28-27 |
| Pick Szeged           | 28-33    | 22-29 | 26-21 | 30-29 |       | 26–24 |
| RK Zagreb             | 21–32    | 24-25 | 23-25 | 38-30 | 30–27 |       |

| 2012. szeptember 27. 19:00 | Kadetten Schaffhausen | 23 – 33     | FC Barcelona       | Schaffhausen, Svájc Nézőszám: 2 900 Játékvezetők: Krstić, Ljubić (SLO) |
| 2012. szeptember 27. 19:00 | Stojanović 4          | (12–17)     | Rocas, Sorhaindo 5 | Schaffhausen, Svájc Nézőszám: 2 900 Játékvezetők: Krstić, Ljubić (SLO) |
| 2012. szeptember 27. 19:00 | 3× 3×                 | Jegyzőkönyv | 2× 3×              | Schaffhausen, Svájc Nézőszám: 2 900 Játékvezetők: Krstić, Ljubić (SLO) |

| 2012. szeptember 29. 18:30 | RK Zagreb | 30 – 27     | Pick Szeged  | Zágráb, Horvátország Nézőszám: 4 000 Játékvezetők: Covalciuc, Covalciuc (MDA) |
| 2012. szeptember 29. 18:30 | Šprem 6   | (15–8)      | Prodanović 6 | Zágráb, Horvátország Nézőszám: 4 000 Játékvezetők: Covalciuc, Covalciuc (MDA) |
| 2012. szeptember 29. 18:30 | 5× 3×     | Jegyzőkönyv | 1× 3×        | Zágráb, Horvátország Nézőszám: 4 000 Játékvezetők: Covalciuc, Covalciuc (MDA) |

| 2012. szeptember 30. 16:15 | Füchse Berlin Reinickendorf | 29 – 25     | HC Dinamo-Minsk     | Berlin, Németország Nézőszám: 3 813 Játékvezetők: Leifsson, Palsson (ISL) |
| 2012. szeptember 30. 16:15 | Ninčević 8                  | (13–13)     | Atman, Ševaljević 5 | Berlin, Németország Nézőszám: 3 813 Játékvezetők: Leifsson, Palsson (ISL) |
| 2012. szeptember 30. 16:15 | 1× 3×                       | Jegyzőkönyv | 3× 3×               | Berlin, Németország Nézőszám: 3 813 Játékvezetők: Leifsson, Palsson (ISL) |

| 2012. október 4. 19:30 | HC Dinamo-Minsk | 27 – 27     | RK Zagreb | Minszk, Fehéroroszország Nézőszám: 3 200 Játékvezetők: Stenrand, Birch (DEN) |
| 2012. október 4. 19:30 | Atman 7         | (14–11)     | Valčić 6  | Minszk, Fehéroroszország Nézőszám: 3 200 Játékvezetők: Stenrand, Birch (DEN) |
| 2012. október 4. 19:30 | 3× 3×           | Jegyzőkönyv | 1× 3×     | Minszk, Fehéroroszország Nézőszám: 3 200 Játékvezetők: Stenrand, Birch (DEN) |

| 2012. október 6. 16:15 | FC Barcelona | 34 – 23     | Füchse Berlin Reinickendorf | Barcelona, Spanyolország Nézőszám: 2 318 Játékvezetők: Nikolov, Nachevski (MKD) |
| 2012. október 6. 16:15 | Rutenka 8    | (15–10)     | Pevnov 5                    | Barcelona, Spanyolország Nézőszám: 2 318 Játékvezetők: Nikolov, Nachevski (MKD) |
| 2012. október 6. 16:15 | 4× 3×        | Jegyzőkönyv | 3× 3×                       | Barcelona, Spanyolország Nézőszám: 2 318 Játékvezetők: Nikolov, Nachevski (MKD) |

| 2012. október 6. 17:15 | Pick Szeged | 30 – 29     | Kadetten Schaffhausen           | Szeged, Magyarország Nézőszám: 3 000 Játékvezetők: Dentz, Reibel (FRA) |
| 2012. október 6. 17:15 | Šulc 11     | (12–14)     | Dissinger, Pendic, Stojanovic 5 | Szeged, Magyarország Nézőszám: 3 000 Játékvezetők: Dentz, Reibel (FRA) |
| 2012. október 6. 17:15 | 6× 2×       | Jegyzőkönyv | 6× 3×                           | Szeged, Magyarország Nézőszám: 3 000 Játékvezetők: Dentz, Reibel (FRA) |

| 2012. október 11. 20:00 | Kadetten Schaffhausen | 28 – 27     | RK Zagreb | Schaffhausen, Svájc Nézőszám: 2 150 Játékvezetők: Cohen, Peretz (ISR) |
| 2012. október 11. 20:00 | Dissinger 6           | (16–15)     | Marić 9   | Schaffhausen, Svájc Nézőszám: 2 150 Játékvezetők: Cohen, Peretz (ISR) |
| 2012. október 11. 20:00 | 3× 3×                 | Jegyzőkönyv | 7× 3×     | Schaffhausen, Svájc Nézőszám: 2 150 Játékvezetők: Cohen, Peretz (ISR) |

| 2012. október 13. 16:15 | FC Barcelona       | 25 – 24     | HC Dinamo-Minsk | Barcelona, Spanyolország Nézőszám: 1 888 Játékvezetők: Pavićević, Ražnatović (MNE) |
| 2012. október 13. 16:15 | Sarmiento Melián 5 | (12–13)     | Ostroushko 5    | Barcelona, Spanyolország Nézőszám: 1 888 Játékvezetők: Pavićević, Ražnatović (MNE) |
| 2012. október 13. 16:15 | 1× 3×              | Jegyzőkönyv | 3× 3×           | Barcelona, Spanyolország Nézőszám: 1 888 Játékvezetők: Pavićević, Ražnatović (MNE) |

| 2012. október 14. 16:00 | Pick Szeged | 22 – 29     | Füchse Berlin Reinickendorf | Szeged, Magyarország Nézőszám: 3 000 Játékvezetők: Hansen, Pettersen (NOR) |
| 2012. október 14. 16:00 | Balogh 5    | (13–14)     | Ninčević 7                  | Szeged, Magyarország Nézőszám: 3 000 Játékvezetők: Hansen, Pettersen (NOR) |
| 2012. október 14. 16:00 | 4× 3×       | Jegyzőkönyv | 5× 3×                       | Szeged, Magyarország Nézőszám: 3 000 Játékvezetők: Hansen, Pettersen (NOR) |

| 2012. október 17. 19:00 | Füchse Berlin Reinickendorf | 31 – 27     | Kadetten Schaffhausen | Berlin, Németország Nézőszám: 5 259 Játékvezetők: Baďura, Ondogrecula (SVK) |
| 2012. október 17. 19:00 | Bult, Richwien 5            | (14–11)     | Mamić 9               | Berlin, Németország Nézőszám: 5 259 Játékvezetők: Baďura, Ondogrecula (SVK) |
| 2012. október 17. 19:00 | 4× 2×                       | Jegyzőkönyv | 4× 3×                 | Berlin, Németország Nézőszám: 5 259 Játékvezetők: Baďura, Ondogrecula (SVK) |

| 2012. október 18. 18:30 | HC Dinamo-Minsk | 29 – 24     | Pick Szeged      | Minszk, Fehéroroszország Nézőszám: 3 250 Játékvezetők: Dinu, Din (ROU) |
| 2012. október 18. 18:30 | Ševaljević 9    | (17–10)     | Larholm, Zubai 4 | Minszk, Fehéroroszország Nézőszám: 3 250 Játékvezetők: Dinu, Din (ROU) |
| 2012. október 18. 18:30 | 4× 3×           | Jegyzőkönyv | 4× 2×            | Minszk, Fehéroroszország Nézőszám: 3 250 Játékvezetők: Dinu, Din (ROU) |

| 2012. október 20. 18:00 | RK Zagreb           | 21 – 32     | FC Barcelona | Zágráb, Horvátország Nézőszám: 10 000 Játékvezetők: Cacador, Nicolau (POR) |
| 2012. október 20. 18:00 | Horvat, Stepančić 6 | (12–13)     | García 6     | Zágráb, Horvátország Nézőszám: 10 000 Játékvezetők: Cacador, Nicolau (POR) |
| 2012. október 20. 18:00 | 1× 3×               | Jegyzőkönyv | 3×           | Zágráb, Horvátország Nézőszám: 10 000 Játékvezetők: Cacador, Nicolau (POR) |

| 2012. november 15. 19:30 | Füchse Berlin Reinickendorf | 29 – 27     | RK Zagreb                   | Berlin, Németország Nézőszám: 5 385 Játékvezetők: Poulsen, Mortensen (DEN) |
| 2012. november 15. 19:30 | Romero 8                    | (12–13)     | Horvat, Spiler, Stepančić 5 | Berlin, Németország Nézőszám: 5 385 Játékvezetők: Poulsen, Mortensen (DEN) |
| 2012. november 15. 19:30 | 2× 3×                       | Jegyzőkönyv | 3× 2×                       | Berlin, Németország Nézőszám: 5 385 Játékvezetők: Poulsen, Mortensen (DEN) |

| 2012. november 15. 20:00 | HC Dinamo-Minsk      | 33 – 23     | Kadetten Schaffhausen | Minszk, Fehéroroszország Nézőszám: 2 950 Játékvezetők: Nikolov, Nachevski (MKD) |
| 2012. november 15. 20:00 | Atman, Onufryienko 7 | (14–12)     | Stojanović 7          | Minszk, Fehéroroszország Nézőszám: 2 950 Játékvezetők: Nikolov, Nachevski (MKD) |
| 2012. november 15. 20:00 | 3× 3×                | Jegyzőkönyv | 4× 3×                 | Minszk, Fehéroroszország Nézőszám: 2 950 Játékvezetők: Nikolov, Nachevski (MKD) |

| 2012. november 18. 18:30 | Pick Szeged     | 28 – 33     | FC Barcelona | Szeged, Magyarország Nézőszám: 3 200 Játékvezetők: Nikolić, Stojković (SRB) |
| 2012. november 18. 18:30 | Larholm, Šulc 8 | (15–18)     | Rocas 7      | Szeged, Magyarország Nézőszám: 3 200 Játékvezetők: Nikolić, Stojković (SRB) |
| 2012. november 18. 18:30 | 6× 2×           | Jegyzőkönyv | 3× 3×        | Szeged, Magyarország Nézőszám: 3 200 Játékvezetők: Nikolić, Stojković (SRB) |

| 2012. november 22. 20:00 | Kadetten Schaffhausen | 28 – 33     | HC Dinamo-Minsk        | Schaffhausen, Svájc Nézőszám: 1 750 Játékvezetők: Togstad, Kristiansen (NOR) |
| 2012. november 22. 20:00 | Pendić 8              | (14–16)     | Babichev, Ševaljević 6 | Schaffhausen, Svájc Nézőszám: 1 750 Játékvezetők: Togstad, Kristiansen (NOR) |
| 2012. november 22. 20:00 | 5× 3×                 | Jegyzőkönyv | 8× 3×                  | Schaffhausen, Svájc Nézőszám: 1 750 Játékvezetők: Togstad, Kristiansen (NOR) |

| 2012. november 24. 16:15 | FC Barcelona | 33 – 24     | Pick Szeged | Barcelona, Spanyolország Nézőszám: 2 018 Játékvezetők: Krstić, Ljubić (SLO) |
| 2012. november 24. 16:15 | Rocas 5      | (16–13)     | Šulc 6      | Barcelona, Spanyolország Nézőszám: 2 018 Játékvezetők: Krstić, Ljubić (SLO) |
| 2012. november 24. 16:15 | 2× 3×        | Jegyzőkönyv | 5× 4×       | Barcelona, Spanyolország Nézőszám: 2 018 Játékvezetők: Krstić, Ljubić (SLO) |

| 2012. november 24. 18:00 | RK Zagreb   | 24 – 25     | Füchse Berlin Reinickendorf | Zágráb, Horvátország Nézőszám: 7 500 Játékvezetők: Stark, Stefan (ROU) |
| 2012. november 24. 18:00 | Stepančić 8 | (12–9)      | Sellin 7                    | Zágráb, Horvátország Nézőszám: 7 500 Játékvezetők: Stark, Stefan (ROU) |
| 2012. november 24. 18:00 | 3× 3×       | Jegyzőkönyv | 2× 3×                       | Zágráb, Horvátország Nézőszám: 7 500 Játékvezetők: Stark, Stefan (ROU) |

| 2012. december 1. 16:15 | FC Barcelona | 36 – 25     | Kadetten Schaffhausen | Barcelona, Spanyolország Nézőszám: 2 315 Játékvezetők: Dentz, Reibel (FRA) |
| 2012. december 1. 16:15 | Nøddesbo 7   | (19–13)     | Starczan 6            | Barcelona, Spanyolország Nézőszám: 2 315 Játékvezetők: Dentz, Reibel (FRA) |
| 2012. december 1. 16:15 | 2× 3×        | Jegyzőkönyv | 3× 3×                 | Barcelona, Spanyolország Nézőszám: 2 315 Játékvezetők: Dentz, Reibel (FRA) |

| 2012. december 1. 17:15 | Pick Szeged | 26 – 24     | RK Zagreb   | Szeged, Magyarország Nézőszám: 3 200 Játékvezetők: Abrahamsen, Kristiansen (NOR) |
| 2012. december 1. 17:15 | Šulc 9      | (16–10)     | Stepančić 6 | Szeged, Magyarország Nézőszám: 3 200 Játékvezetők: Abrahamsen, Kristiansen (NOR) |
| 2012. december 1. 17:15 | 2× 3×       | Jegyzőkönyv | 4× 3×       | Szeged, Magyarország Nézőszám: 3 200 Játékvezetők: Abrahamsen, Kristiansen (NOR) |

| 2012. december 2. 17:30 | HC Dinamo-Minsk | 24 – 25     | Füchse Berlin Reinickendorf | Minszk, Fehéroroszország Nézőszám: 3 000 Játékvezetők: Pandžić, Mosorinsk (SRB) |
| 2012. december 2. 17:30 | Onufryienko 9   | (16–15)     | Jaszka 6                    | Minszk, Fehéroroszország Nézőszám: 3 000 Játékvezetők: Pandžić, Mosorinsk (SRB) |
| 2012. december 2. 17:30 | 4× 3×           | Jegyzőkönyv | 3× 3×                       | Minszk, Fehéroroszország Nézőszám: 3 000 Játékvezetők: Pandžić, Mosorinsk (SRB) |

| 2013. február 7. 20:00 | Kadetten Schaffhausen | 36 – 29     | Pick Szeged | Schaffhausen, Svájc Nézőszám: 1870 Játékvezetők: Pavicevic, Raznatovic (MNE) |
| 2013. február 7. 20:00 | Kukucka, Pendic 8     | (21–14)     | Sulc 10     | Schaffhausen, Svájc Nézőszám: 1870 Játékvezetők: Pavicevic, Raznatovic (MNE) |
| 2013. február 7. 20:00 | 4× 3×                 | Jegyzőkönyv | 2× 3×       | Schaffhausen, Svájc Nézőszám: 1870 Játékvezetők: Pavicevic, Raznatovic (MNE) |

| 2013. február 9. 18:00 | RK Zagreb | 23 – 25     | HC Dinamo-Minsk      | Zágráb, Horvátország Nézőszám: 9000 Játékvezetők: Krstic, Ljubic (SLO) |
| 2013. február 9. 18:00 | Horvat 9  | (10–14)     | Atman, Onufryienko 6 | Zágráb, Horvátország Nézőszám: 9000 Játékvezetők: Krstic, Ljubic (SLO) |
| 2013. február 9. 18:00 | 2× 2×     | Jegyzőkönyv | 5× 3×                | Zágráb, Horvátország Nézőszám: 9000 Játékvezetők: Krstic, Ljubic (SLO) |

| 2013. február 10. 17:15 | Füchse Berlin Reinickendorf | 31 – 30     | FC Barcelona | Berlin, Németország Nézőszám: 13 333 Játékvezetők: Abrahamsen, Kristiansen (NOR) |
| 2013. február 10. 17:15 | Nincevic 6                  | (14–16)     | Tomás 8      | Berlin, Németország Nézőszám: 13 333 Játékvezetők: Abrahamsen, Kristiansen (NOR) |
| 2013. február 10. 17:15 | 3× 3×                       | Jegyzőkönyv | 2× 3×        | Berlin, Németország Nézőszám: 13 333 Játékvezetők: Abrahamsen, Kristiansen (NOR) |

| 2013. február 14. 20:00 | Kadetten Schaffhausen | 35 – 40     | Füchse Berlin Reinickendorf | Schaffhausen, Svájc Nézőszám: 3500 Játékvezetők: Stenrand, Birch (DEN) |
| 2013. február 14. 20:00 | Pendic 8              | (16–21)     | Nincevic 8                  | Schaffhausen, Svájc Nézőszám: 3500 Játékvezetők: Stenrand, Birch (DEN) |
| 2013. február 14. 20:00 | 3× 3×                 | Jegyzőkönyv | 4× 3×                       | Schaffhausen, Svájc Nézőszám: 3500 Játékvezetők: Stenrand, Birch (DEN) |

| 2013. február 16. 16:15 | FC Barcelona | 35 – 25     | RK Zagreb           | Barcelona, Spanyolország Nézőszám: 1784 Játékvezetők: Dinu, Din (ROU) |
| 2013. február 16. 16:15 | Tomás 6      | (19–10)     | Stepančić, Valčić 5 | Barcelona, Spanyolország Nézőszám: 1784 Játékvezetők: Dinu, Din (ROU) |
| 2013. február 16. 16:15 | 3×           | Jegyzőkönyv | 4× 3×               | Barcelona, Spanyolország Nézőszám: 1784 Játékvezetők: Dinu, Din (ROU) |

| 2013. február 16. 17:15 | Pick Szeged | 26 – 21     | HC Dinamo-Minsk | Szeged, Magyarország Nézőszám: 3000 Játékvezetők: Poulsen, Mortensen (DEN) |
| 2013. február 16. 17:15 | Ancsin 7    | (12–5)      | Sevaljevic 6    | Szeged, Magyarország Nézőszám: 3000 Játékvezetők: Poulsen, Mortensen (DEN) |
| 2013. február 16. 17:15 | 5× 3×       | Jegyzőkönyv | 4× 3×           | Szeged, Magyarország Nézőszám: 3000 Játékvezetők: Poulsen, Mortensen (DEN) |

| 2013. február 21. 20:00 | HC Dinamo-Minsk | 28 – 30     | FC Barcelona | Minszk, Fehéroroszország Nézőszám: 4100 Játékvezetők: Badura, Ondogrecula (SVK) |
| 2013. február 21. 20:00 | Sevaljevic 8    | (13–18)     | Rutenka 10   | Minszk, Fehéroroszország Nézőszám: 4100 Játékvezetők: Badura, Ondogrecula (SVK) |
| 2013. február 21. 20:00 | 7× 3×           | Jegyzőkönyv | 1× 2×        | Minszk, Fehéroroszország Nézőszám: 4100 Játékvezetők: Badura, Ondogrecula (SVK) |

| 2013. február 23. 18:00 | RK Zagreb    | 38 – 30     | Kadetten Schaffhausen | Zágráb, Horvátország Nézőszám: 6000 Játékvezetők: Zotin, Volodkov (RUS) |
| 2013. február 23. 18:00 | Mandalinic 8 | (20–13)     | Pendic 9              | Zágráb, Horvátország Nézőszám: 6000 Játékvezetők: Zotin, Volodkov (RUS) |
| 2013. február 23. 18:00 | 2× 3×        | Jegyzőkönyv | 2×                    | Zágráb, Horvátország Nézőszám: 6000 Játékvezetők: Zotin, Volodkov (RUS) |

| 2013. február 24. 19:00 | Füchse Berlin Reinickendorf | 29 – 24     | Pick Szeged | Berlin, Németország Nézőszám: 4700 Játékvezetők: Erdogan, Özdeniz (TUR) |
| 2013. február 24. 19:00 | Sellin 6                    | (15–10)     | Sulc 7      | Berlin, Németország Nézőszám: 4700 Játékvezetők: Erdogan, Özdeniz (TUR) |
| 2013. február 24. 19:00 | 1× 3×                       | Jegyzőkönyv | 1× 3×       | Berlin, Németország Nézőszám: 4700 Játékvezetők: Erdogan, Özdeniz (TUR) |